# تران فان فو
تران فان فو هو لاعب كرة قدم فيتنامي في مركز قلب الدفاع، ولد في 7 يناير 1992 في فيتنام. لعب مع Khatoco Khanh Hoa FC ‏.

## وصلات خارجية
- تران فان فو على موقع قاعدة بيانات كرة القدم.إي يو (الإنجليزية)
- تران فان فو على موقع Soccerway.com (الإنجليزية)